# Республіка Косово (1992—1999)
Республіка Косово (алб. Republika e Kosovës) — самопроголошена держава, утворена в 1992 році зборами албанських політиків Косова і Метохії. Вона була визнана лише Албанією і намагалася встановити власні політичні інститути на противагу інститутам влади Автономного краю Косово і Метохія, що в складі Республіки Сербія.

## Історія

### Передісторія
Соціалістичний автономний край Косово був утворений в 1974 році і мав широку автономію в складі Соціалістичної Республіки Сербії. Ця автономія була обмежена конституційними поправками в 1989 році. Край охопила антибюрократична революція, в ході якої почалися страйки косовських шахтарів 1989 року, які переросли у масові протести з боку косовських албанців. Багато хто з лідерів страйкового руху були заарештовані югославською владою. Це призвело до оголошення надзвичайного стану в лютому 1990 року і відставки крайової ради міністрів у травні.
Сербський федеральний уряд ухвалив низку законів, які забороняли албанцям купувати або продавати майно, закрив засоби масової інформації албанською мовою і звільнив тисячі етнічних албанців із державних посад.

### Проголошення
Наприкінці червня 1990 року албанські члени крайової ради запропонували відповідну міру — голосувати з питання про доцільність проголошення незалежної республіки. Сербський голова ради негайно закрив раду і пообіцяв відновити її роботу 2 липня, але і цей термін був відкладений.
2 липня переважна більшість албанських членів крайової ради повернулася до будівлі ради, але двері були замкнені. Тоді на вулиці під будівлею вони проголосували за проголошення Косова республікою у складі Югославської федерації. Сербський уряд відповів розпуском ради та уряду Косова, ліквідувавши залишки автономії, а потім прийняв ще один закон «Про трудові відносини», які залишив без роботи 80 000 албанських робітників.
Етнічні албанські члени тепер офіційно розпущеної ради (Скупщини Косова) 7 вересня таємно зустрілися в Качаніку і проголосили Республіку Косово, в якій закони Югославії будуть дійсні лише у відповідності ще не прийнятій Конституції республіки.
22 вересня 1992 року рада оголосила Республіку Косово незалежною державою. Ця декларація схвалена неофіційним референдумом, проведеним кілька днів потому. Сербська влада сприйняла цей крок вкрай болісно і спробувала заарештувати та притягнути до відповідальності учасників голосування.

### Паралельні органи влади
Косовські албанці організували сепаратистський рух, створивши ряд паралельних органів влади в галузі освіти, медичної допомоги, а також оподаткування.

### Втручання НАТО
Починаючи з 1995 року, напруженість у Косові наростала і привела, в результаті, до Косовської війни, яка почалася в 1998 році між Союзною Республікою Югославією та Армією визволення Косова (АВК). Світова громадськість дізналася про конфлікт в регіоні в січні 1999 року після різанини у Рачаке — вельми суперечливої історії масового вбивства албанців сербськими силами безпеки. У Рамбує була проведена міжнародна конференція, на якій було погоджено мирну угоду у Рамбує, прийняту етнічними албанцями, але відкинуту югославським урядом.
Провал переговорів у Рамбує призвів до бомбардуванням ВПС НАТО Союзної Республіки Югославії з 24 березня по 10 червня, в результаті яких югославська влада підписала військово-технічну угоду, що дозволяє миротворцям НАТО (КФОР) та міжнародній цивільній місії (UNMIK) в'їхати в Косово.
UNMIK взяла на себе управління Косовом. Косовська перехідна рада була створена для того, щоб об'єднати політичних і громадських лідерів регіону для прийняття компромісних рішень. АВК була розпущена і замінена Корпусом захисту Косова, напіввійськової організації, спрямованої на реагування на надзвичайні ситуації. Косово знову проголосило незалежність у 2008 році.

## Керівництво

### Президент
- Ібрагім Ругова

### Прем'єр-міністри
- Буяр Букоши (1991—1999)
- Юсуф Зейнулаху[6] (1990—1991)